# Tratado de Baçaim

Ilhas de Bombaim a sul de Baçaim que ficaram sob controlo português.

O Tratado de Baçaim foi assinado pelo Bahadur Xá, sultão de Guzerate, e Portugal em 23 de Dezembro de 1534, a bordo do Galeão São Mateus. Com base nos termos do acordo, Portugal obteve o controlo da cidade de Baçaim, assim como dos seus territórios, ilhas e mares.
O território de Baçaim transferido para soberania portuguesa constituíria o Distrito de Baçaim da Província do Norte do Estado.^
Nessa altura, foram transferidos para soberania portuguesa o caçabé de Baçaim, o caçabé de Agaçaim (Agashi), o caçabé de Sopara (Nala-Sopara), a pragana Solgão (Virar), a pragana Herá (Hedavade), a pragana Camão (Kaman), a pragana Anzor (Anjur), a pragana Panchena (Taloje Panchanand), a pragana Cairena (Kopar Khairane), a Ilha de Salcete, o caçabé de Taná (Thane), o caçabé de Maim (Mahim), o caçabé de Bombaim (Fort-Mumbai) e o caçabé de Caranjá (Uran). Após a assinatura do tratado, seguiu-se uma guerra para expulsar de vez as autoridades guzarates, vencida pelos portugueses em 1542.